# Сивір
Си́вір — село в Україні, у Плужненській сільській громаді Шепетівського району Хмельницької області. Населення становить 117 осіб.

## Географія
Село розташоване у центральній частині громади, за 9,8 км (автошляхом Т 2313) на захід-північний захід від Плужного, за 32,6 км від міста Ізяслава, за 53,4 км на захід від Шепетівки, та за 138 км (автошляхами Н03, Н25 та Т 2313) на північ — північний захід від обласного центру.
Сусідні населені пункти:

## Історія
До 1923 року село Плужанської волості Острозького повіту Волинської губернії. Відстань від повітового міста 12 верст, від волості 8. Дворів 21, мешканців 214.

## Населення
| Роки            | 1906 | 2001 | 2010  | 2011  |
| --------------- | ---- | ---- | ----- | ----- |
| Населення, осіб | 214  | ▼151 | ▼ 119 | ▼ 117 |